# Le Châtiment (mini-série)
Pour les articles homonymes, voir Le Châtiment.
Pour plus de détails, voir Fiche technique et Distribution.
Le Châtiment (El Castigo) est une mini-série télévisée espagnole en deux épisodes totalisant 142 minutes réalisée par Daniel Calparsoro et diffusée les 15 et 16 décembre 2008 sur Antena 3.

## Synopsis
Le film s'ouvre sur le rappel d'un fait-divers : en 2006, la police espagnole est intervenue dans une ferme isolée des Pyrénées censée abriter un centre de rééducation de jeunes à problèmes ; sous une discipline de fer, les adolescents y subissaient violences et punitions dégradantes. De tels centres tendraient à se développer sur le territoire européen, exploitant un vide juridique total sur le sujet.
Alejandro, 18 ans, brûle la vie par les deux bouts. Au volant de sa voiture de sports, il renverse et tue un piéton par inattention. Son père, appelé à la rescousse, contacte la police et prend l'affaire à son compte. De retour à la maison, l'attitude d'Alejandro, bien plus préoccupé par ce qui aurait pu lui arriver (retrait de permis, plus de voiture...) que par la gravité de son acte, décide les parents à "marquer le coup" : son inconscience doit être punie pour lui servir de leçon.
Pris en charge par un éducateur, il est conduit au "Nouvel Éveil", menotté et les yeux bandés. Le centre de rééducation est une ferme perdue en pleine montagne, dont l'équipe éducative se compose uniquement de deux hommes, Marco et Tony, et de la directrice, Ara. Quatre autres adolescents, deux filles et deux garçons, en sont déjà les pensionnaires.
Les règles édictées par Ara sont strictes et simples : silence à table, demandes de permission pour tout, obéissance aveugle et pas de plaintes. Le confort est spartiate, douche au jet et repas à plat unique ; les nuits sont passées dans des cages individuelles, à l'intérieur d'une caravane vidée de son contenu. Les activités quotidiennes, quant à elles, se résument à des travaux de force et épreuves physiques diverses : construire puis abattre un mur de pierres, courses sac au dos dans la montagne...
Si un "comportement docile" peut être récompensé par une permission exceptionnelle de voir la télévision, en revanche les sanctions disciplinaires - outre les violences physiques - sont terribles. À l'isolement dans une cage à sanglier sans manger, ou enchaîné au mur un foulard mouillé lié sur le visage selon la gravité de sa faute, l'adolescent doit exprimer son repentir et ses excuses qui seront filmés et diffusés publiquement aux autres à titre d'exemple. Le châtiment suprême appliqué pour toute tentative de fugue, est celui dit "de la citerne" : le jeune est suspendu par les pieds et plongé à plusieurs reprises, tête la première, dans l'eau du réservoir.
Pendant ce temps, au siège du "Nouvel Éveil", les parents, tous d'un milieu social aisé, se retrouvent périodiquement en séances collectives pour évoquer, en présence d'un thérapeute, les problèmes de leurs enfants et exprimer leur propre culpabilité ou responsabilité envers les agissements de ceux-ci. De même, des vidéos leur sont communiquées dans le but de les tenir informés des progrès obtenus à la ferme sur chacun d'entre eux.
Malgré quelques antagonismes individuels et comportements rebelles qui les entraînent l'un après l'autre à subir les foudres d'Ara, la solidarité et les amitiés se nouent entre les jeunes. Consciente de cette situation qu'elle a du mal à maîtriser, elle décide de les responsabiliser les uns vis-à-vis des autres en déclenchant un système de punitions collectives : la faute de l'un entraîne la punition du groupe.
Affrontant difficilement des conditions de plus en plus dures, les jeunes échafaudent un plan d'évasion. Ils mettent à profit le malaise d'Eva, mise enceinte à la ferme par Ruben à la suite d'un rapport sexuel à la sauvette deux mois plus tôt, pour s'évader. Tony, Ara et Marco, aidés de leurs chiens, se lancent à la poursuite des fugueurs. Seul Alejandro n'est pas repris. 
Eva enceinte et Alejandro dans la nature qui n'allait pas manquer de donner tous les détails possibles à qui voudrait bien l'entendre, Ara sait dès lors que le centre vit ses dernières heures.
La Justice passe, le centre est fermé, Ara, Tony et Marco sont condamnés. Les cinq jeunes, quant à eux, soudés par leur expérience, se retrouvent joyeusement à Madrid. Que leur reste-t-il de cette épreuve...? Dans un passage souterrain, un clochard est assoupi sur le sol. Chacun d'eux, tout en approchant, sort alors une arme de son manteau...

## Distribution
- Guillermo Barrientos (es) : Alejandro
- Miriam Giovanelli : Simona
- Joel Bosqued (es) : Hugo
- Esmeralda Moya : Eva
- Óscar Sinela : Ruben
- Marta Calvó (es) : Ara
- Alfredo Villa : Tony
- Ramiro Alonso : Marco